# Carcelia setosella
Carcelia setosella är en tvåvingeart som beskrevs av Baranov 1931. Carcelia setosella ingår i släktet Carcelia och familjen parasitflugor. Inga underarter finns listade i Catalogue of Life.